# Xã Armstrong, Quận Indiana, Pennsylvania
Xã Armstrong (tiếng Anh: Armstrong Township) là một xã thuộc quận Indiana, tiểu bang Pennsylvania, Hoa Kỳ. Năm 2010, dân số của xã này là 2.998 người.